# Torre Indosiar de Televisão
A Torre Indosiar de Televisão (ou Indosiar Television Tower) é uma torre de 395 metros de altura usado para transmissão de rádio e televisão em Jakarta, Indonesia, completada em 2006.
É a maior estrutura da Indonésia.